# Campo di concentramento di Lichtenburg
Il campo di concentramento di Lichtenburg fu un campo di concentramento nazista ospitato nel castello di Prettin, in Sassonia. Insieme al campo di Sachsenburg, fu tra i primi ad essere costruito dai nazisti e fu gestito dalle SS dal 1933 al 1939. Furono rinchiusi ben 2000 prigionieri maschi dal 1933 al 1937 e dal 1937 al 1939 ospitò le prigioniere donne. Fu chiuso nel maggio 1939, quando fu aperto il campo femminile di Ravensbrück, che sostituì Lichtenburg come campo principale per le prigioniere.

## Operazione
I dettagli sul campo di Lichtenburg, conservati negli Archivi di Arolsen, sono stati resi disponibili ai ricercatori solo alla fine del 2006. Un resoconto del modo in cui il campo fu gestito può essere letto nei libri di Lina Haag A Handful of Dust o How Long the Night. Haag fu forse la sopravvissuta più nota di Lichtenburg, avendo ottenuto il rilascio prima che fosse chiuso.
Lichtenburg fu tra i primi campi di concentramento della Germania nazista operativi dal 13 giugno 1933, divenne una sorta di modello per numerosi stabilimenti costruiti successivamente. Fu presto in sovranumero, le condizioni di detenzione peggiorarono sempre più con il passare degli anni. La maggior parte dei detenuti furono prigionieri politici oltre i cosiddetti delinquenti abituali, Gewohnheitsverbrecher. Dal 1937 divenne un campo per sole donne. Nel 1939 le SS trasferirono 900 prigionieri, le prime donne prigioniere, da Lichtenburg a Ravensbrück.
Il castello oggi ospita un museo regionale e una mostra sull'uso di Lichtenburg durante il periodo nazista.

## Personale del campo
Gerarchia del campo dal 1934 al 1939.

### Comandante del campo
- maggio 1934 - luglio 1934: SS-Brigadeführer Theodor Eicke
- luglio 1934 - marzo 1935: SS-Obersturmbannführer Bernhard Schmidt
- marzo 1935 - marzo 1936: SS-Standartenführer Otto Reich
- aprile 1936 - ottobre 1936: SS-Standartenführer Hermann Baranowski
- novembre 1936 - luglio 1937: SS-Standartenführer Hans Helwig
- luglio 1937 - dicembre 1937: Commissario Alexander Piorkowski

### Capo della custodia protettiva
- luglio 1934 - febbraio 1935: Edgar Entsberger
- febbraio 1935 - aprile 1935: Karl Otto Koch
- aprile 1935 - ottobre 1936: Heinrich Remmert
- novembre 1936 - agosto 1937: Egon Zill

### Direttore del campo femminile
- dicembre 1937 - maggio 1939: Günther Tamaschke

### Vicedirettore del campo
- dicembre 1937 - agosto 1938: Alexander Piorkowski
- settembre 1938 - maggio 1939: Max Koegel

## Detenuti notevoli
- Olga Benario-Prestes, combattente della resistenza tedesco-brasiliana
- Walter Czollek
- Arthur Dietzsch
- Friedrich Ebert junior, politico, figlio di Friedrich Ebert
- Philipp Fries
- Paul Frölich
- Ernst Grube
- Lina Haag, attivista
- Lotti Huber, attrice
- Erich Knauf
- Wolfgang Langhoff, attore
- Hans Litten, avvocato
- Wilhelm Leuschner, politico unionista
- Hans Lorbeer, autore
- Carlo Mache
- Charles Regnier, attore
- Ernst Reuter, politico socialdemocratico
- Kurt von Ruffin, attore
- Gotthard Sachsenberg
- Werner Scholem, politico comunista
- Fritz Thurm (1883–1937), politico socialdemocratico
- Lisa Ullrich, politico comunista
- Ilse Unterdörfer, missionaria
- Armin T. Wegner